# Intertek
Intertek Group plc er en britisk multinational virksomhed, der beskæftiger sig med risiko, inspektion, produkttest og certificering. De har hovedkvarter i London og er tilstede på 1000 lokationer i 100 lande. Intertek har siden 2002 været børsnoteret på London Stock Exchange.
Interteks historie begyndte da Milton Hersey etablerede et testlaboratorium i Montreal i 1888 og Thomas Edison etablerede et lampetestcenter i 1896. Disse forretninger blev opkøbt af Inchcape plc i 1980'erne og begyndelsen af 1990'erne.